# Hertog Hendriklaan (Baarn)
De Hertog Hendriklaan is een laan in Baarn in de Nederlandse provincie Utrecht. De laan ligt in het Wilhelminapark dat onderdeel is van rijksbeschermd dorpsgezicht Prins Hendrikpark e.o.
De rechte laan verbindt de Wilhelminalaan met de Amsterdamsestraatweg.
De Hertog Hendriklaan is genoemd naar de echtgenoot van koningin Wilhelmina, Hendrik (1876-1934), hertog van Meckelenburg. Op de kruising met de Anna Palownalaan is ter gelegenheid van hun huwelijk in 1901 een rode beuk geplant. De straat bestaat meest uit villa’s uit begin 20e eeuw op ruime kavels.